# 카타르

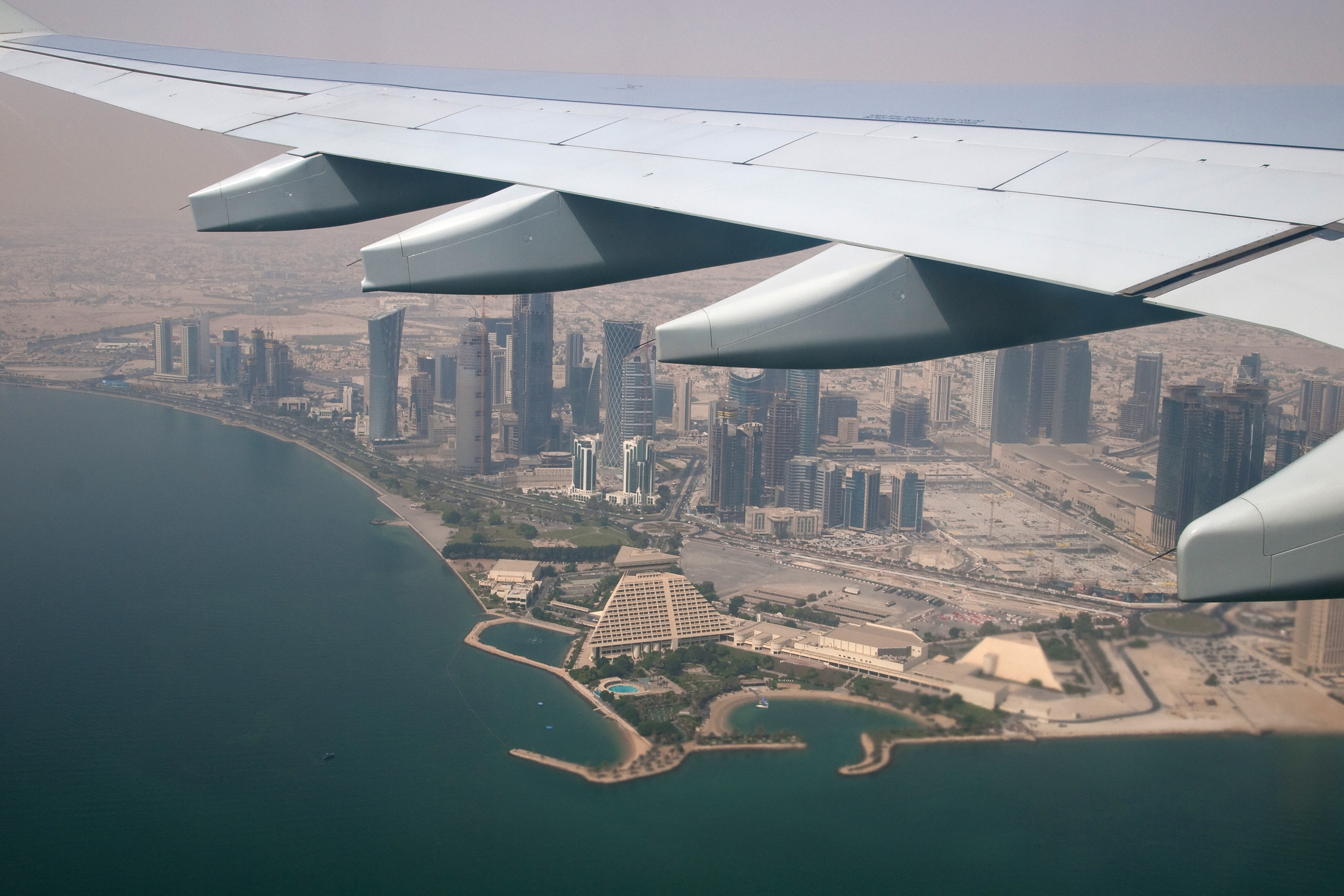

카타르국(아랍어: دولة قطر 다울라트 카따르[*], 영어: State of Qatar), 약칭 카타르(아랍어: قطر 카타르[*], 영어: Qatar)는 중동 또는 서아시아에 있는 전제군주국이며 수도는 도하이다. 사우디아라비아, 바레인 및 아랍에미리트와 가까우며 전세계에서 유일하게 알파벳 'Q'로 시작하는 국가이다.
페르시아 제국, 우마이야 왕조, 아바스 왕조, 오스만 제국등의 식민 지배를 받은 사례가 있다.

## 역사
기원전 6세기부터 카타르 지역에 원주민이 정주하기 시작하였다. 기원전 4~5세기, 티그리스 및 유프라테스 강을 중심으로 번성했던 알우바이드(Al-Ubaid) 문명과 카타르 지역 정착민간 교역이 성행하였다. 기원전 2~3세기에는 걸프 지역의 무역 및 상업 중심지로 부상했다. 카타르 서부 해안은 메소포타미아와 인더스 문명간 교역의 중심지 역할을 하였다. 그리스·로마의 유럽-인도간 교역이 걸프 만을 통해 번성하여 카타르는 진주와 마른 생선 등을 수출하였다.
3세기 이란 사산 왕조 시대에 아라비아 반도는 동서양을 잇는 교역의 중심지로 부상하였는데 동양으로부터 수입된 구리, 향료, 백단향 등을 아라비아 반도의 자색염료, 의류, 진주, 대추야자, 금, 은 등과 물물교환하였다.
7세기 중엽 무함마드가 파견한 특사에 의하여 이슬람교가 전파되었는데, 당시 카타르 반도의 통치자 알마나제라(Al-Manajera) 가문의 알문지르 이븐 사와 알타미미(Al-Mnzir Ibn Sawa Al-Tamimi) 국왕은 이슬람을 수용하였다. 초기 이슬람 시대의 카타르 정착민들은 재봉술에 뛰어난  재능을 보였던 것으로 전해지며, ‘카타리야’라고 명명되던 카타르산 의복은 무함마드와 그의 아내 아이샤가 입었던 것으로 추정된다.
우마이야 왕조 시기(661년~750년) 카타르는 무역과 상업의 번성했다. 압바스 왕조(750년~1258년) 시기에는 카타르 지역에서 양질의 진주가 채집되어, 동방에서의 진주 수요가 증가함에 따라 중국으로까지 진주를 수출하였다.
근대에 들어서는 포르투갈이 약 150년 간 걸프 지역을 통치하였고, 포르투갈은 통치 기간 동안 해상무역으로 금, 은, 비단, 사향, 진주 등을 인도 등 아시아 및 유럽으로 수출하였다.
1650년 오만의 이맘 알야루비(Imam Al-Yarubi)에 의해 포르투갈 세력이 걸프 만에서 축출되었고, 카타르는 오스만 제국의 지배권에 편입되었다. 1670년 카타르에서 이라크 남부 바스라에 이르는 지역에서 유목생활을 하던 ‘바니-칼리드’ 부족이 오스만 제국의 지배에 반발, 알하사에 있던 오스만 제국의 총독을 추방했다. 바니-칼리드 부족은 남으로는 카타르, 북으로는 쿠웨이트에 이르는 동부 아라비아 지역을 지배하였다.
19세기 ~ 20세기 당시쯤에 아랍에미리트의 구성국으로 있었던 시기가 있으며, 1916년 영국이 이 지역을 식민 통치 하였다. 1968년에 영국으로부터 독립하기 직전쯤에 아랍에미리트의 구성국으로 독립하는 방안이 있었으나, 의견차에 의해서 1971년에 바레인과 함께 영국의 식민 지배에서 카타르는 바레인, 아랍에미리트로 각각 독립 하였다. 2006년 12월에 수도 도하에서 아시안 게임을 개최하였고, 2011년 1월에 아시안컵을 개최하였다. 또한 2022년 FIFA 월드컵을 개최하였으며, 2030년 아시안 게임이 개최될 예정이다. 이 나라는 이슬람 국가여서 휴일이 금요일과 토요일이다.

## 지리
대부분의 국토가 사막이며, 대한민국의 경기도 정도의 크기이며, 아라비아 반도에 속하는 또 다른 반도인 카타르 반도를 형성하고 있다. 3면이 페르시아만에 접해 있다. 남쪽은 사우디아라비아와 인접하고 있다.

## 기후
여름에는 평균 30도에서 40도 정도의 기온이고 겨울에는 20도에서 30도 정도이다. 겨울에는 비가 가끔씩 오며 모래폭풍은 1년에 거의 한번씩 온다. 여름에는 건조하며 겨울에는 선선한 날씨이다.
| 카타르의 기후                                                                              | 카타르의 기후 | 카타르의 기후 | 카타르의 기후 | 카타르의 기후 | 카타르의 기후 | 카타르의 기후 | 카타르의 기후 | 카타르의 기후 | 카타르의 기후 | 카타르의 기후 | 카타르의 기후 | 카타르의 기후 | 카타르의 기후 |
| 월                                                                                         | 1월           | 2월           | 3월           | 4월           | 5월           | 6월           | 7월           | 8월           | 9월           | 10월          | 11월          | 12월          | 연간          |
| ------------------------------------------------------------------------------------------ | ------------- | ------------- | ------------- | ------------- | ------------- | ------------- | ------------- | ------------- | ------------- | ------------- | ------------- | ------------- | ------------- |
| 일평균 최고 기온 °C (°F)                                                                   | 22 (72)       | 23 (73)       | 27 (81)       | 33 (91)       | 39 (102)      | 42 (108)      | 42 (108)      | 42 (108)      | 39 (102)      | 35 (95)       | 30 (86)       | 25 (77)       | 33 (92)       |
| 일평균 최저 기온 °C (°F)                                                                   | 14 (57)       | 15 (59)       | 17 (63)       | 21 (70)       | 27 (81)       | 29 (84)       | 31 (88)       | 31 (88)       | 29 (84)       | 25 (77)       | 21 (70)       | 16 (61)       | 23 (74)       |
| 평균 강수량 mm (인치)                                                                      | 12.7 (0.50)   | 17.8 (0.70)   | 15.2 (0.60)   | 7.6 (0.30)    | 2.5 (0.10)    | 0 (0)         | 0 (0)         | 0 (0)         | 0 (0)         | 0 (0)         | 2.5 (0.10)    | 12.7 (0.50)   | 71 (2.8)      |
| 출처: “Doha Annual Weather Averages”. 《World Weather Online》. 2022년 12월 24일에 확인함. |               |               |               |               |               |               |               |               |               |               |               |               |               |

## 경제
국토가 작은 반면에, 풍부한 천연가스를 보유하고 있으며, 1인당 GNP는 2015년 기준(국제통화기금(IMF) 통계)으로 8만 6,300여 달러로 전 세계에서 세 번째로 높다. 카타르는 대학을 졸업한 국민에게는 집을 무료로 빌려주고 빌린 집은 10년이 지나면 빌린 사람이 가질 수 있으며, 이 외에도 카타르에서는 수도 요금, 전기 요금, 의료비, 교육비 등이 무료이고, 심지어 소득세도 면제된다. 1938년 두한(Dukhan) 지역에서 석유가 발견된 적도 있으나, 천연가스 수출이 더 원할한 편이며, 카타르의 경제 수준은 영국, 미국, 프랑스, 독일 등의 선진국 수준에 가까우며, 복지 혜택도 OECD 회원국들에 비해서 좋은 편에 속한다.

## 인문환경
인구는 2020년 기준 2,881,053명이다. 2020년 조사에서는 전체 인구 280만명 중, 카타르 국적을 가진 인구는 불과 13%인 278,000명에 불과한 수준으로서, 87%에 해당하는 250만명이 외국인 노동자이며, 그 중 인도가 545,000명으로 최대의 세력이 되고 있다. 이어서, 파키스탄 등 남아시아 지역 국가들의 노동자들이 대부분을 차지하고 있다.

### 언어 및 문화
오히려 아랍인이 소수 정도이고, 비(非) 아랍계인 인도계, 파키스탄계, 이란인 등 이주민들이 다수이다. 이 나라는 아직도 외국에서 유입된 근로자들의 수가 매우 많기 때문이며, 석유 자원 등의 개발을 위한 노동력이다. 인구는 288만 명 정도로 인천광역시와 비슷하다. 7세기 이후부터 지속적으로, 아랍어가 공용어이나 과거 영국의 식민지였던 영향으로 영어 사용도 능숙한 편이며, 학교에서 영어 교육을 일반적으로 받는 편이다.

### 종교
7세기 들어온 이슬람교가 국교지만, 아랍에미리트, 오만과 함께 아라비아 반도 국가 중에서 교회가 허용된 소수 국가이다. 종교 비율은 이슬람이 79%(대부분 수니파), 기독교가 7%(카타르 성공회와 천주교가 4%, 개신교가 2.5%, 정교회가 0.5% 등)이고, 힌두교 등 인도 종교가 14%를 차지한다. 2008년 카타르 역사 최초로 15만 명의 기독교계 외국인 노동자들을 위한 천주교회 예배당이 건립되었다.

## 문화
2010년 12월 2일, 스위스 취리히에서 열린 국제축구연맹(FIFA) 개최국 투표에서 2022년 FIFA 월드컵 개최국으로 선정되었다. 수도 도하는 2006년 아시안 게임이 열린 곳이기도 하다.

## 외교
걸프 협력 회의(GCC) 회원국으로 작은 나라지만, 풍부한 천연가스 수입을 기반으로 아랍의 봄 당시에 중동 각국의 정황에 적극 개입했다.
2012년, 탈레반이 대외 연락 사무소를 설치했다.
2014년, 사우디아라비아, 바레인, UAE 세 나라가 내정간섭을 이유로 주 카타르 대사를 소환하면서 주변국과의 갈등이 시작되었다.
2017년 6월, 무슬림 형제단에 대한 지원과 이란과의 접근에 대해서 주변 이슬람 국가(사우디아라비아, UAE, 바레인, 이집트, 예멘, 몰디브, 모리타니 등)는 카타르와의 단교를 선언했다.

### 대한민국과 관계
대한민국 정부는 1971년 9월 카타르가 독립하자마자 카타르를 승인, 1974년 4월 19일에 국교를 수립하였다. 1976년부터 대한민국의 건설업체가 진출하였고, 양국은 1984년 4월 경제기술무역협력에 관한 협정, 1999년 4월에 투자보장 협정, 외무부 간 협력 양해각서를 체결했다.
한국인은 대사관 가족을 포함해 약 900에서 1000명이 살고 있다. 88 서울 올림픽때 12명의 선수단을 파견하였다. 현재 카타르 항공이 인천 - 도하 직항편을 새벽에 운항하고 있다.

## 군사
카타르의 군비 예산은 GNP 대비 4.2%(1993년 기준)이며, 전체 병력은 1만 1800명이다.
미국 중부 사령부가 수도 도하 인근 아스 사일리야(As Sayliyah) 캠프에 주둔해 있고, 사우디아라비아가 아프가니스탄 공습을 위한 기지 사용에 반대해 2003년에 사우디아라비아로부터 미공군의 합동공군작전센터(CAOC)를 이전한 알 우데이드(Al Udeid) 공군기지가 있다. 미국 중부 사령부가 있는 플로리다주 탬파는 너무 멀리 떨어져 있기 때문에 이라크 전쟁 직전인 2003년에 제2의 사령부로 설치되어 중동 지역 미군 부대를 관할하게 되었다. 이라크와 아프가니스탄에 전개한 미군 부대는 이곳에서 지휘를 했다.
2016년, 카타르는 한 때 지배를 받았던 터키에 군사 기지를 제공하는 계약을 체결했다.
2017년에는 카타르 건국 기념 군사퍼레이드에서 그때까지의 영국식 퍼레이드와는 달리, 중국 인민해방군의 훈련 교관에 의해 중국 대열과 거위 다리 행진으로 바꾸었다. (카타르 경찰 부대도 중국 공안부에 의해 중국식으로 훈련을 받았다.) 또한 중국산 탄도미사일 BP-12A를 선보이는 한편 상하이 협력기구에 가입신청을 하는 등 중국에 대한 접근이 두드러졌다. 같은 해 6월에는 미 해군과 함께, 8월에는 미군 낙하산 부대와 합동 군사 훈련을 실시했다.

## 같이 보기
- 알 자지라 : 카타르 도하에 설립된 국영방송국으로 영어 및 아랍어 방송을 송출 중이다.